# Sertularella dubia
Sertularella dubia is een hydroïdpoliep uit de familie Sertulariidae. De poliep komt uit het geslacht Sertularella. Sertularella dubia werd in 1907 voor het eerst wetenschappelijk beschreven door Billard. 